# Vatreni poljubac
Vatreni Poljubac je bosanskohercegovačka hard rock skupina. Osnovana u Sarajevu 1978. godine. Uz standarne elemente hard rocka, Vatreni poljubac u svojoj glazbi dodaje i neke elemente narodne glazbe, osobito u načinu pjevanja. 
Sastav je osnovao bosanski glazbenik Milić Vukašinović. Prva objavljena pjesma im je bila "Doktor za rokenrol". Krajem iste godine objavljuju prvi album Oh što te volim joj. Vukašinović je autor svih skladbi sastava, s devet studijskih albuma. Na svima svira gitaru i pjeva, osim na albumu 100% Rock and Roll na kojem pjeva Mladen Vojičić Tifa. 

## Diskografija
Singlovi
- "Doktor za Rock ‘n’ Roll" – "Tvoje usne su bile moj najdraži dar" (1978.)
- "Navrat nanos i na svoju ruku" – "Od želje da te ljubim hoću prosto da poludim" (1979.)

Studijski albumi
- Oh, što te volim joj (1978.)
- Recept za Rock`n`Roll (1979.)
- To je ono pravo (1980.)
- Bez dlake na jeziku  (1980.)
- Živio Rock`n`Roll (1982.)
- Iz inata (1985.)
- 100% Rock and Roll (1986.)
- Sad ga lomi (1992.)
- Sve ce jednom proć samo neće nikad Rock 'n' Roll  (1999.)
- Seksualno nemoralan tip  (2001.)

## Vanjske poveznice
- Vatreni poljubac.com